# 디큐브아트센터
디큐브아트센터(D-Cube Art Center)는 서울특별시 구로구 신도림동 디큐브시티안에 위치한 종합공연장으로 2011년 9월 1일 개관했다.
1,242석의 규모의 뮤지컬 전용극장 '디큐브 씨어터'로 구성되어 서울 서남권 최대규모의 공연장이다.

## 같이 보기
- 블루스퀘어